# Учебные предметы в России
Уче́бные предме́ты — учебные курсы, которые изучаются в образовательных учреждениях Российской Федерации.
Название также применяется для обозначения учебных дисциплин в профессиональных образовательных организациях и образовательных организациях высшего образования.
По итогам каждой четверти (со 2 по 9 классы), триместра (в некоторых школах), полугодия (10-11 классы) и каждого учебного года ученикам выставляются оценки. Учащимся 1-х классов не выставляют оценки. После окончания школьного курса обучения по учебным предметам сдаются выпускные экзамены и, если ученик желает продолжать обучение, вступительные экзамены в вузы (не всегда).
В 9-м и 11-м классах в обязательном порядке сдаются экзамены по русскому языку и математике в формах ОГЭ (для 9-х классов) и ЕГЭ (для 11-х классов).
Помимо основных предметов ученик может сдавать любое количество дополнительных; обычно это рекомендовано для поступления в профильный класс после 9-го класса и необходимо для поступления в вуз после 11-го класса.
Ежегодно пишутся ВПР в марте — апреле учебного года (в 4-8, 10 классах).

## Список учебных предметов, изучаемых в школе (11-летнее обучение)

### Математические
- Матема́тика: 1—6 классы.
- Алгебра: 7—11 классы.
- Геометрия: 7—11 классы.
- Теория вероятности и статистика: 7—11 классы.
- Информа́тика: 7—11 классы (в некоторых школах с 5 класса; ранее с 9 по 11 классы). 1—4 классы подготовительные, как факультатив.

В начальной школе ученик изучает базовые понятия математики, правила сложения, вычитания, умножения, деления. Затем, перейдя в среднюю школу, с 5 класса он изучает дробные числа, функции. С 7 класса начинается разделение обучения математике на алгебру (системы координат, системы уравнений, тригонометрия) и геометрию (планиметрия, стереометрия, векторы). В 10-11 классах с подачи академика А. Колмогорова, возможно прохождение начал анализа (пределы, дифференцирование в 10 и интегрирование в 11). Изучение информатики может начинаться и позже 5 класса. Программа изучения включает системы, языки программирования и программы, компьютеры, историю вычислительной техники. Однако часто предусмотрено изучение только определённых программ (какую-либо определённую среду разработки программного обеспечения, определённый текстовый редактор), за что школьный курс информатики критикуется специалистами. Изучаются Паскаль, Си, JavaScript, Python. Ранее изучались Бейсик и Фортран.

### Естественно-научные
- Природоведение: 5 класс (не везде; ранее с 1 по 4 классы).
- Окружающий мир: 1—4 классы.
- Биология: 5/6—11 классы.
- Физика: 5/7—11 классы.
- Химия: 5/7/8—11 классы.
- Основы безопасности и защиты Родины: 5/7/8—11 классы. Предмет введен в школы в 1991 году и назывался Основы безопасности жизнедеятельности до 2024 года.

Обучение естественнонаучным дисциплинам начинается с 1-го класса, (Окружающий мир), в 5 классе этот учебный предмет имеет название «Природоведение» (не везде), по ФК ГОС предусмотрена возможность изучения предмета «Природоведение» в 6 классе за счёт объединения предметов «Биология» и «География».
С 5 класса изучается биология. (в 5 классе — базовые понятия и принципы, а в 6 классе — ботаника. В 7 — зоология, в 8 — анатомия, в 9 — общая биология). По другой программе в 6—7 классах изучается ботаника, в 8 — зоология беспозвоночных, в 9 — позвоночных, в 10—11 — общая биология. В настоящее время в большинстве школ предусмотрено изучение всего курса биологии к концу 11 класса.
Изучение географии: в 5—6 классе — общий курс географии, в 7 — физическая география мира, в 8—9 — география России (в 8 классе физическая, а в 9 экономическая), в 10—11 — экономическая география мира.
В 7 классе начинается физика. Сначала изучается введение в эту науку и основы МКТ, затем — механика. В 8 классе изучаются термодинамика, электричество, электромагнетизм, основы оптики. В 9 классе — механика, электромагнетизм (сначала электричество и потом магнетизм), ядерная физика. В 10 классе — механика, МКТ и термодинамика, электричество. В 11 — электромагнетизм, геометрическая оптика и квантовая оптика, квантовая физика, а также основы СТО. В 11 классе также изучается астрономия.
Изучение химии обычно начинается с 7 или 8 класса (7 класс — общая химия, в 8-9 классе — неорганическая химия, 10-11 класс — органическая химия, между темами общая химия).
С 2023 года астрономия, экология, экономика, право, естествознание и Россия в мире не входят в расписание старших классов. Они были включены в программы других предметов: астрономия включена в программу физики. Экология и естествознание включены в биологию, химию и физику. «Россию в мире» включили в программу истории.
- Естествознание: 5—11 класс (не везде). Согласно ФК ГОС 2004 года в 10-11 классе была возможность замены этим предметом физики, химии и биологии, в случае если ни один из этих предметов не изучается на профильном уровне.
- Экология: 5—11 классы (не везде). В обязательном минимуме содержания образования есть раздел «Экология», при этом этого предмета нет в базисном учебном плане.
- Астрономия: 10 - 11 классы

### Общественно-научные
В рамках истории с 5 класса изучают всеобщую историю и историю России (в том числе историю СССР) (историю России с 6). С 2022 года введено новое занятие «Разговоры о важном», где ученики вместе со своим учителем могут обсуждать последние новости, социально-экономические и политические события в стране и мире.
- История: 5—11 классы. В 3—4 класса изучается пропедевтический курс «рассказов по истории России», рассматривающий лишь выборочные события в отечественной истории и (в смысле карт военных действий) с выбросом значительных деталей. В 5 классе изучается история Древнего мира, в 6 классе изучаются по всеобщей истории — история Средних веков, а по истории России — период с древнейших времён по XVI век. В 7—9 классах по всеобщей истории изучается история Нового времени, а по истории России в 7 классе изучается XVII век, в 8 классе — история XVIII века, в 9 — история XIX века. В 10 классе изучается по всеобщей истории — новейшая история, а по истории России — история XX-XXI веков. В 11 классе изучается история России и мира в форме проблемно-аналитического курса, где ученики должны работать с предложенной авторами учебника проблемой. В регионах и национальных республиках встречаются собственные исторические курсы, которые дополняют общий курс истории России и уделяют внимание собственным культурным и историческим особенностям.
- Обществозна́ние: 5/6 - 11 классы. В 6—9 классах изучаются основы обществознания. Официальное название предмета — «Обществознание. Экономика. Право», в 10-11 классе на базовом уровне предметы могут изучаться как отдельно, так и в составе предмета «Обществознание». На профильном уровне предметы изучаются отдельно друг от друга.  Однако с 2023 года экономика и право были включены в программу обществознания, исчезнув из расписания учеников старших классов. 
  - Экономика: 5/7/10—11 классы.
  - Право: 8/10—11 классы.
- География: 5/6 —11 классы.
- Основы религиозных культур и светской этики: 4 - 5 классы. В качестве эксперимента — с 2010 года в отдельных субъектах РФ. Во всех школах в обязательном порядке — с 2012 года. Включает:
  - «Основы православной культуры»
  - «Основы исламской культуры»
  - «Основы буддийской культуры»
  - «Основы иудейской культуры»
  - «Основы мировых религиозных культур»
  - «Основы светской этики».
  - «Основы духовно-нравственных культур народов России» (5-9 классы)

### Гуманитарные
- Чистописание: 1 класс (не везде) (обычно как факультатив; ранее в качестве основной дисциплины в 1 классах)
- Обучение грамоте: 1 класс
- Родной язык: 1—11 классы. В республиках со своим языком или национальных районах либо школах с этнокультурным компонентом. В указанных школах в 1 — 2 классах допускалось «занимать» на этот предмет часы, предусмотренные на освоение «Труда (Технологии)» и «Изобразительного искусства» с последующим «возвращением» этих часов.
- Родная литература: 1—11 классы. В республиках со своим языком или национальных районах либо школах с этнокультурным компонентом наряду с родным языком.
- Русский язык: 1—11 классы.
- Литературное чтение: 1—4 классы.
- Литература: 5—11 классы.
- Иностранный язык: 1/2—11 классы (английский, французский, немецкий, испанский, китайский, также могут изучаться и другие как финский только в Республике Карелии, итальянский, литовский, украинский, польский, древнегреческий, иврит, эстонский, латынь, но экзамен в форме ЕГЭ можно сдать лишь по первым 5-и языкам, в форме ОГЭ - лишь по первым 4-м)
- Второй иностранный язык: 5/7—9/11 классы. С введением нового ФГОС с 1 сентября 2021 года больше не является обязательным предметом в школе.

В 1 классе ученики изучают литературное чтение  и письмо (родной язык), русский язык (орфографию, пунктуацию, синтаксис, грамматику, риторику). С 1 по 8 класс на уроках литературы проходят различных зарубежных авторов и русскую литературу (в том числе современную), с 9 по 11 — русскую классическую литературу. Школьники пишут сочинения. Изучаются творчество писателей и поэтов — в основном Пушкина, Тургенева, Достоевского, Есенина, Твардовского, современных писателей. Во многих школах предусмотрено изучение более одного иностранного языка. При этом в большинстве школ обязательно изучается английский.

### Трудовое обучение
- Труд (Технология): («Художественный труд», "Обслуживающий труд", "Индустриальные технологии", "Технологии ведения дома"): 1—8/11 классы. Ранее с 1 по 4 классы Труд был общим предметом для мальчиков и девочек, с 5 класса для девочек преподавался Обслуживающий труд, а для мальчиков — технический труд.
- Черчение: 7 - 11 классы. В БУП РФ 2004 и 2011 года отсутствует, при этом курс черчения фактически входит в курс технологии.
- Индивидуальный проект: 10—11 классы. Ученики знакомятся с проектной деятельностью, структурой проектов и готовят собственный на различную тематику. В конце учебного года происходит защита проектов.

### Физическая культура
- Физическая культура: 1—9/11 классы. Как правило, проходит в различных местах (спортивный зал, стадион, лес), где ученики занимаются спортом.
- Различные виды спорта, возможно, по выбору или как факультатив, например:
  - Шахматы: 1/2—5 классы.
  - Волейбол: 4—6 классы.
  - Настольный теннис.
  - Футбол, баскетбол и другие.
- Ритмика: 1 - 4 классы. предмет по развитию у детей способностей к выражению эмоционального восприятия музыки через движения танца, а так же с помощью мимики и жестов. Уроки ритмики представляют собой изучение простых и легких танцевальных упражнений.

### Искусство
- Музыка: 1/5—6/7/8 классы.
- Изобразительное искусство: 1—5/6/8 классы.
- Мировая художественная культура: 8 — 11 классы.
- Искусство: 7/10 - 11 классы (не везде), некоторые классы, по БУП 2004 года в 8-9 классах, по БУП 2011 года — в 8 классе.

## Список учебных предметов, изучаемых в школе в прежние годы

### Математические
Арифметика: 1—4 класс

### Естественно-научные
Природоведение: 1—4 класс (сейчас 5 класс, не везде).
Черчение: 5—9 классы. Изучается на усмотрение руководства учреждения.
Обществоведение (Человек и общество): 5/9—11 классы
Филологические:
Русская литература: 5-10 классы.

## Прочие (факультативы) (не везде)
- Экономика: 10—11 классы (не везде); предусмотрена БУП РФ для изучению в качестве раздела обществознания или отдельного предмета в 10—11 классах.
- Разговоры о важном: 1—11 классы.
- Начальная военная подготовка: 10—11 класс (не везде).
- Основы безопасности жизнедеятельности: 5—11 классы.
- Семьеведение: 5—11 классы.
- Риторика: 1—4/11 класс (не везде).
- Право: 10—11 классы (не везде), содержание предмета частично входит в предмет «Обществознание».
- Теория вероятности и статистика: 7-11 классы (не везде), содержание предмета частично входит в предмет «Математика».
- Философия: 10—11 классы (не везде), содержание предмета частично входит в предметы «История», «Обществознание», «Литература», «Мировая художественная культура».
- Краеведение[1]: 1/7—9 классы (не везде).
- Экология: 7—11 класс (не везде), содержание предмета частично входит в предметы «Биология» и "География".
- Психотренинг: 1—4 классы. На психотренинге ученики решают интеллектуальные задачи и задания.
- Личное развитие: 1—11 классы.
- Образование для общества: 5—11 классы
- Элективные курсы: 5—11 классы. Учебным планом могут быть предусмотрены элективные курсы, которые выбираются учащимися из определённого набора.
- Проектирование: 5—11 классы (не везде).
- Истоки: 1—11 классы.
- Финансовая грамотность: 1—11 классы.
- Индивидуальный проект: 10—11 классы. Ученики знакомятся с проектной деятельностью, структурой проектов и готовят собственный на различную тематику. В конце учебного года происходит защита проектов.